# Marino Filippo Arrigoni
Marino Filippo Arrigoni (Pistoia, 9 novembre 1955) è un attore e regista italiano.

## Biografia
Nasce a Pistoia, ma con la famiglia vive e cresce, fino alla maturità, a Montecatini Terme. Terzo di quatto fratelli si appassiona al teatro già all’età di sei anni grazie al padre, insegnante, che aveva militato nella Filodrammatica montecatinese. La passione si rafforza continuando a frequentare i teatri come spettatore fino a quando non decide di seguire un corso di recitazione tenuto da Marco Giorgetti (prima che diventasse il Direttore del Teatro della Toscana - Teatro della Pergola di Firenze) sul metodo mimico di Orazio Costa, di cui peraltro il Giorgetti è stato allievo. Esperienza che porta Marino finalmente a salire sul palcoscenico del Teatro Verdi di Montecatini Terme con un testo di Alan Ayckbourn “Al bar” tratto da “Confusioni”.
Marino per diversi anni prende parte a diverse rappresentazioni con Compagnie teatrali locali e viene diretto dapprima da Vanni Avallone, artista partenopeo che ha lavorato a fianco di Eduardo De Filippo, poi da Dora Donarelli e sempre come coprotagonista. Desideroso di migliorare le sue qualità espressive, si decide ad iscriversi ad una delle migliori Accademie toscane di allora il “Laboratorio Nove” presso il Teatro della Limonaia di Sesto Fiorentino, diplomandosi dopo i tre anni accademici sotto la prestigiosa direzione di Barbara Nativi. Il Comune di Montecatini Terme, viste le sue qualità in ambito teatrale, gli affida nel 1998 un corso di teatro nell’ambito dell’Università del Tempo Disponibile, incarico sostenuto con successo e riconfermato l’anno successivo. Nel 2002 fonda l’Associazione Culturale e Teatrale “PROGETTO IDRA” con la quale dà vita ad un Laboratorio di ricerca e sperimentazione teatrale con corsi per adulti, ragazzi e bambini; un corso d’Improvvisazione in collaborazione con la L.I.F. Firenze; un corso di Cabaret tenuto dal comico toscano Andrea Muzzi, un corso sul clown teatrale; la promozione di testi e autori inediti; la registrazione di Audiodrammi e Audiolibri. Nello stesso ambito nasce la Compagnia teatrale “Progetto Idra”.
Aperto alla cooperazione con quanti condividano la passione nella ricerca di nuovi linguaggi espressivi collabora con Axe Ballet di Pistoia per una contaminazione di generi. Con loro realizza uno spettacolo multidisciplinare su Dante Alighieri “Evocazioni Dantesche” a cui partecipano due musicisti (Sensory Gate) e un pittore (Marco Rindori), basato sulla riscrittura in prosa moderna della Divina Commedia ad opera del poeta/dantista Marino Alberto Balducci patrocinato dal Ministero per i Beni e le Attività Culturali. Durante “Estate Regina” a Montecatini Terme sono stati coinvolti in quest’opera anche Ugo Pagliai e il Maggio Musicale Fiorentino col Maestro Marco Vincenzi; ingaggiati per quest’opera anche dal Club Unesco di Matera (servizio su TGR Basilicata). Marino ha anche lavorato per un breve periodo con Dario Fo nella Libera Università di Alcatraz. Lavora nel cinema: dopo la partecipazione come figurante speciale accanto ad Anthony Hopkins nel film Hannibal di Ridley Scott, riveste piccoli ruoli in corti e lungometraggi fino al ruolo di “Capo della Polizia” nel film di RaiUno Puccini (miniserie televisiva 2009) accanto ad Alessio Boni. Ha frequentato il corso di doppiaggio di Mario Maldesi (Dir. del doppiaggio nei film di Kubrick). Effettua spesso letture drammatizzate durante la presentazione di libri. Ha rivestito ruolo da protagonista in molti Teatri con testi di Cechov, Gogol, Pinter, Beckett, Sartre, Koltès e infine l’approccio con Dante Alighieri per il quale si è calato nei panni di Dante, Virgilio, Caronte, Minosse, Minotauro, Filippo Argenti, Alessio degli Interminelli, Farinata degli Uberti, Flegiàs, Arcolano Maconi, Anonimo Fiorentino, Capaneo, Vanni Fucci, Stazio, Tommaso d’Aquino, Maestro Adamo, Paolo Malatesta e Conte Ugolino. Con quest’ultimo monologo vince un premio a “Corteggiando” di Piacenza.
Sempre pronto a mettersi in gioco per una ricerca costante di nuove forme per comunicare, ha collaborato in due stage intensivi con Cathy Marchand (attrice storica del Living Theatre). Collabora con Max Pinucci, CEO di MBVision, col quale allestisce recital per narrare le storie di grandi autori come Puccini e Verdi, accompagnato dal Maestro Alessandro Lanini (pianista di Katia Ricciarelli). Membro dello Studio “Vox Area” di Lorenzo Taddei si cimenta a produrre, insieme allo staff di Progetto Idra, un’originalissima serie di audiodrammi basati su racconti rimasti “nascosti” nel mondo della narrativa mondiale. Ha girato il teaser “Lucca, The story of” di e con l’artista italo argentino Fabricio Christian Amansi, come coprotagonista nel ruolo de “il Cabala”. Sperimenta Dante in salsa rock con il canto Inf.XXVI realizzando “Il folle volo” un video girato tutto in un unico piano sequenza con un gruppo rock, nel Teatro Manzoni di Pistoia, per rilanciare lo spettacolo dal vivo dopo il secondo lockdown del 2021. 
Riveste ruolo di Regista e Attore nell’opera “ROI, io non sono me”, prima assoluta di Francesco Ercolani al Teatro Yves Montand di Monsummano Terme. Scrive, dirige e poi interpreta insieme all’attrice Benedetta Cafissi, lo sketch “La gelosia è una reazione difensiva” durante il Premio letterario Ponte Vecchio a Firenze alla presenza di Alessandro Benvenuti che riceve in quell’occasione il premio alla carriera.

## Filmografia
- 2001 Figurante speciale nel film “Hannibal” di Ridley Scott nella scena dell’opera lirica accanto ad Anthony Hopkins
- 2001 Attore nel cortometraggio “Caccia al tesoro” di Igor Maltagliati, nel ruolo dell’inquilino misterioso, diretto da Igor Maltagliati
- 2001 Attore nel film “Pesci Piccoli” di Alessandra Iavagnilio e Maurizio Trapani, nel ruolo di Marco Bonini diretto A.Iavagnilio e M.Trapani
- 2002 Figurante nel film “Febbre da cavallo” di Carlo Vanzina, nel ruolo del “compare” del napoletano durante il gioco delle 3 carte (scena finale)
- 2004 Protagonista nel cortometraggio “Delicatezza” di Alessandra Iavagnilio e Maurizio Trapani (come denuncia della mala-sanità) nel ruolo del Primario senza scrupoli di un ospedale
- 2009 Per RAI UNO Fiction ha partecipato al Puccini (miniserie televisiva 2009) di Giorgio Capitani, ruolo del “Capo della Polizia” scena girata col protagonista Alessio Boni insieme ad Andrea Giordana e Sophie von Kessel sul set allestito nel Teatro del Giglio di Lucca
- 2019 Come coprotagonista (“il Cabala”) il teaser “LUCCA, The story of” di Fabricio Christian Amansi

## Teatro
- 1994 “The Importance of Being Earnest” di O.Wilde; nel doppio ruolo di Ernest/Jack; interpretato in lingua originale e codiretto con Cristina Brancoli
- 1995 Spettacolo di Arti Varie al Teatro Verdi (Montecatini Terme) con la pièce “Al Bar” tratto da ‘Confusioni’ di Alan Ayckbourn; nel ruolo di Harry; diretto da Marco Giorgetti
- 1996 “Il settimo si riposò” di Sam Fayad; nel ruolo del Maresciallo Persico; diretto da Vanni Avallone con la Compagnia Les Amis
- 1997 "Come ammazzare la moglie, e perché” di Amurri; nei ruoli di 5 mariti diversi; interpretato e codiretto con la Compagnia Les Amis
- 1998 "Arsenico e vecchi merletti” di Kesselring; nel ruolo del fratello cattivo Jonathan; diretto da Dora Donarelli con la Compagnia Les Amis
- 1998 “Una sera di fine estate a Villa Bellavista”; nel ruolo del tenutario di fine ‘600 Fabio Feroni; commemorazione per riaprire la villa al pubblico; interpretato e codiretto con la Compagnia Les Amis
- 1999 “La sgualdrina timorata” di Sartre; nel ruolo del protagonista maschile Fred; diretto da Dora Donarelli con la Compagnia Il Rubino
- 1999 “Polvere di stelle” di Stefano Laguni; nel ruolo dell’Ispettore Clouseau; diretto da Stefano Laguni presso il Teatro della Limonaia
- 2000 “William Pig il maiale che aveva letto Shakespeare” di Christine Blondel; nel ruolo del Reverendo; diretto da Stefano Laguni presso il Teatro della Limonaia
- 2000 “Studi su Samuel Beckett”: coprotagonista in “Va e Vieni”, “Quella Volta”, Cosa Dove”; diretto da Renata Palminiello e Michele Panella presso il Teatro della Limonaia
- 2000 “Il soldino rubato” dei Fratelli Grimm; come narratore; diretto da Sandra Garuglieri nell’ambito del progetto “Narrando” presso il Teatro della Limonaia
- 2001 “Il mare da tutti i lati” di Silvia Calamai; nel ruolo di Massenzio; diretto da Renata Palminiello e Simona Arrighi; prima nazionale presso il Teatro della Limonaia
- 2001 “Ragazzi terribili” trasposizione teatrale di una novella di Italo Calvino; nel ruolo di Foffo; diretto da Simona Arrighi nell’ambito del 2° progetto “Narrando” presso il Teatro della Limonaia
- 2001  “Il cortile di Bedlam” tratto dal testo di William Hogarth; nel ruolo del Pazzo Poeta; teatro di strada diretto da Fabiana Carnicelli nell’ambito di Halloween Fest a Borgo a Mozzano
- 2001  “Materiali Koltès” di Bernard-Marie Koltès; nei ruoli del guardiano del carcere in Roberto Zucco e del Maggiordomo in L’eredità; diretto da Barbara Nativi e Renata Palminiello: Teatro della Limonaia
- 2001 “Il gabbiano” riduzione del testo di Cechov; nel ruolo di E.S.Dorn; diretto da Roberto Birindelli presso il Teatro del Giglio di Lucca
- 2004 “Fragola e panna” di Natalia Ginzburg; nel ruolo del protagonista maschile Cesare; diretto da Giuseppe Tesi con la Compagnia Electra
- 2004 “Toiiar Martirio” un riflesso sulla violenza di Vincent Cappelli; performance di 13 minuti con un forte contenuto di denuncia alla violenza verso le donne; presso City Sixty a Prato
- 2005  Recitato “Schegge di luna” di Sergio Piccolotto durante una serata di beneficenza nel chiostro di San Micheletto in Lucca, per commemorare un attore locale scomparso
- 2005 Recitato poesie di Neruda e Goethe e coordinato i miei allievi ne “L’Idra” durante lo spettacolo benefico organizzato dalla As.Va.L.T. per l’acquisto del macchinario per la risonanza magnetica dell’Ospedale di Pescia: presso Teatro Pacini di Pescia.
- 2005 Dato vita a “Ipperino” (movimenti dentro un mega pupazzo in gommapiuma) personaggio nel film “Ippergioco” di Claudio Piccolotto; coprotagonista con il comico toscano Andrea Muzzi (di Zelig)
- 2005 Spettacolo per adulti e bambini “Il Micco e il forziere di Gaidoald” dal libro omonimo di Pietro De Caria durante “Letteraria” a Pistoia presso il Teatro Bolognini: nel ruolo di Prof-Topo-Grafo
- 2006  “Home” di David Storey (sul disagio psicofisico di cinque internati) coprotagonista nel ruolo di Harry; diretto da Roberto Birindelli di Teatro Studio Pisa
- 2006 Lettura di opere scritte dallo scultore Marino Marini presso il museo Marino Marini di Pistoia e di poesie della sorella Egle Marini, durante la manifestazione “Benvenuti al museo”
- 2007 – “Evocazioni Dantesche” – rappresentazioni cicliche e drammatizzazione (dal 2007 al 2017) dello spettacolo multidisciplinare basato sulla libera versione in prosa moderna della Divina Commedia di Marino Alberto Balducci: nelle parti di Virgilio, Caronte, Minosse, Minotauro, Filippo Argenti, Farinata degli Uberti, Alessio degli Interminelli, Flegiàs, Arcolano Maconi, Anonimo Fiorentino, Capaneo, Stazio, Vanni Fucci, Conte Ugolino e altri – presso Teatro Manzoni e vari Teatri in Italia e in Svizzera.
- 2007 “Il Libraio di Selinunte” di Roberto Vecchioni –– nella parte di Omero diretto da Giuseppe Tesi in collaborazione con l’Unione Provinciale Ciechi nell’ambito del “Libro parlato e drammatizzazione” a cura di Costantina Sabella e Giuseppe Tesi al Teatro Bolognini di Pistoia.
- 2008  “Il Libraio di Selinunte” di Roberto Vecchioni (replica) – nella doppia parte di Omero e del Narratore – presso il Teatro Borsi di Prato.
- 2008 “Evocazioni Dantesche” (canti Inferno I,II,III,VI,XIII,XXVI,XXXIV); durante la serata per l’Associazione Soroptimist di Montecatini T. alle Terme Tamerici – nei ruoli di Virgilio e Ulisse.
- 2009 – “Evocazioni Dantesche” proseguimento del percorso a frequenza mensile dei canti dell’Inferno presso Terme Tettuccio di Montecatini, nelle parti di Iacopo Rusticucci, Alessio degli Interminelli, Reginaldo Scrovegni, Papa Niccolò III, San Tommaso e componente e coordinatore del coro dei morti.
- 2009 “Il gioco” (adattamento de L’amante di Harold Pinter) di Andrea Berti – coprotagonista insieme a Tiziana Cerri e con la regia di Andrea Berti al Teatro dei Rassicurati di Montecarlo.
- 2009 “Trilogia di “Evocazioni Dantesche” di Marino Alberto Balducci nel ruolo di Stazio (Purg.XXI); a Villa Martini di Monsummano Terme per il Comune di Monsummano T.
- 2009 “Stazio” nel canto XXI del Purgatorio dantesco riscritto in prosa moderna da Marino Alberto Balducci al Palazzo d’Avalos di Vasto (Abruzzo).
- 2009 “Vanni Fucci” nei canti XXIV e XXV dell’Inferno di Marino Alberto Balducci con Axe Ballet presso la Biblioteca S.Giorgio di Pistoia.
- 2010 – “Trilogia di “Evocazioni Dantesche” di Marino Alberto Balducci nel ruolo di Stazio (Pur.XXI) e di Paolo Malatesta (Par.XI) presso Auditorium della Chiesa sconsacrata San Dionigi a Vigevano.
- 2011 “Claude” (adattamento di “In casa con Claude” di Renè Dubois) di Andrea Berti – coprotagonista nel ruolo dell’Ispettore di Polizia; presso Teatro dei Rassicurati a Montecarlo.
- 2011  “Incursioni teatrali” dirette e condotte (in mezzo al pubblico) insieme al gruppo di Progetto Idra durante il “Radio Pescia Creative Festival”.
- 2011 “Maestro Adamo” nel canto XXX dell’Inferno dantesco di Marino Alberto Balducci con Axe Ballet presso il Gran Teatro Puccini di Torre del Lago.
- 2012 Trilogia speciale di Evocazioni dantesche, incentrata sull’amore, nella parte del poeta Stazio in Purgatorio XXI, al Teatro Moderno di Agliana.
- 2013 – Conte Ugolino nella riscrittura in prosa moderna del canto XXXIII dell’Inferno dantesco ad opera di Marino Alberto Balducci presso Museo Nazionale di Casa Giusti a Monsummano Terme e presso il Teatro L’Ordigno a Vada (Livorno).
- 2015 “Shackleton e l’avventura dell’Endurance” nel ruolo di Shackleton al Teatro Verdi di Montecatini Terme (attore e regista) in un cast di 14 attori, 14 ballerine e 1 narratore;
- 2016 “Come Charlie’s Angels” (adattamento di un testo di Roberto Marafante) nel ruolo del maniaco presso Teatro Olimpia di Massa e Cozzile per la regia di Andrea Berti.
- 2018 “Nora” da Casa di Bambola di Ibsen nel ruolo dell’avvocato Krogstad diretto da Dora Donarelli presso Teatro Bolognini di Pistoia;
- 2019 “Conte Ugolino” (nuova versione estesa) – MONOLOGO PREMIATO a Piacenza presso TEATRO SAN MATTEO
- 2019 “Nora” da Casa di Bambola di Ibsen nel ruolo dell’avvocato Krogstad con Compagnia Il Rubino, diretta da Dora Donarelli presso Teatro Moderno di Agliana;
- 2020 “Re Claudio” (da Amleto); monologo eseguito online (durante il primo famoso lockdown) durante la 70° puntata del Writers Show – il Salotto letterario di Emilio Brancadoro.
- 2021 “L’albero delle parole” di Maura Del Serra nei panni del medico indiano Rajiv presso il Museo Marino Marini di Pistoia
- 2021 “Nora” da Casa di Bambola di Ibsen nel ruolo dell’avvocato Krogstad; spettacolo diretto da Dora Donarelli, vincitore di tre premi tra cui Miglior Spettacolo per la Giuria popolare al Festival Nazionale Libero Teatro a Campobello di Licata (AG) presso Teatro Carmelo Graci.
- 2021 “Conte Ugolino” di Marino Alberto Balducci; monologo diretto e interpretato nell’ambito de “Le Rinascenze” presso Villa Reale di Marlia:
- 2022 – “El purtava i scarp de tennis” sketch insieme a Francesco Ercolani durante l’arrangiamento della canzone omonima di E. Jannacci ad opera di Alberto Diamanti al XXV Raduno Artisti di Marzia Carocci a Firenze.
- 2022 “La gelosia è una reazione difensiva” sketch scritto e diretto da Marino F. Arrigoni e interpretato insieme a Benedetta Cafissi presso il Teatro di Cestello, durante il Premio Letterario Ponte Vecchio a Firenze alla presenza di Alessandro Benvenuti
- 2023 – “El purtava i scarp de tennis” replica dello sketch insieme a Francesco Ercolani durante l’arrangiamento di Alberto Diamanti della canzone omonima di E.Jannacci al Circolo Artistico di Arezzo all’interno della 29° Rassegna Musicale nonché 21° Concorso “Calcit” G. Barulli.
- 2023 “Per i XX Anni di Progetto Idra” organizzato, diretto e recitato con i cofondatori la festa/spettacolo di 3 ore nel Teatro Pacini di Pescia con un cast di 53 artisti composto da attori, ballerini, cantanti, allievi ed ex allievi del Lab. Progetto Idra;
- 2023 recitato lo sketch “La gelosia è una reazione difensiva” e il monologo “Re Claudio” e diretto il matinée al Caffè letterario “Le Murate” di Firenze con altri attori di Progetto Idra;
- 2023 “ROI, io non sono me” – diretto, con un cameo come attore, la prima assoluta di quest’opera scritta da Francesco Ercolani presso il Teatro Yves Montand di Monsummano Terme

## Regia
- 2000 “Mille e un sogno” di Marino Filippo Arrigoni; spettacolo di arti varie ideato per realizzare il sogno di una vita, espresso da una signora ottantaseienne monsummanese, facendola studiare e debuttare come attrice; presso il Teatro San Carlo di Monsummano Terme
- 2003 Realizza lo spettacolo “L’Idra s’è mossa… contro la guerra e altri mostri” nel quale, oltre a curarne la regia, partecipa con gli allievi del suo laboratorio su testi incentrati sulla guerra e sul frutto del lavoro laboratoriale; presso Cinema/Teatro Olimpia di Massa e Cozzile
- Spettacolo per la giornata mondiale contro l’AIDS; attore e regista con gli allievi del suo laboratorio in una performance basata sul ‘mostro’; in Piazza della Repubblica a Firenze
- 2004 Realizzato e diretto lo spettacolo “Schegge” con gli allievi del 2° anno del suo laboratorio con uno studio sui personaggi femminili; presso Fattoria Medicea di Monsummano Terme
- 2006 Diretto la registrazione audio de “La colomba e lo sparviero” di Giuseppine Mira con l’attrice Ilaria Tavanti per voce fuori campo nello spettacolo di Axe Ballet al Teatro Manzoni di Pistoia
- 2007 “Ceneri alle ceneri” di Harold Pinter – per il giorno della memoria organizzato con il Comune di Massa e Cozzile – regista, dirigendo due allievi diplomati della scuola Progetto Idra.
- “Honey Moon” (cortometraggio) di Vincent Cappelli – coregia e consulenza nella preparazione artistica della protagonista.
- 2009 “La bellezza della follia” spettacolo del laboratorio Progetto Idra con gli allievi diplomandi – adattamento testi, scene, costumi, luci, musiche, regia.
- “Velia” di Dino Buzzati – diretto il monologo di Ilaria Tavanti – libero adattamento sulla piaga dell’usura.
- 2010 “Mare da tutti i lati” libero adattamento e regia dai testi di Silvia Calamai “Il mare da tutti i lati” e “Trincea di signore“ con gli allievi diplomandi del suo corso di recitazione.
- 2014 Relazioni” regia e libero adattamento di “Quel solito sabato sera” di Francesca Angeli al Teatro Olimpia di Massa e Cozzile con allievi diplomandi di Progetto Idra
- 2017 Nuova versione di “Relazioni” regia e nuovo libero adattamento di “Quel solito sabato sera” di Francesca Angeli con attori ex allievi di Progetto Idra.
- 2022 “Venti anni di Progetto Idra” festa/spettacolo al Teatro Pacini di Pescia con 53 artisti fra attori, allievi, ex allievi, ballerini, cantanti diretti da lui per festeggiare il ventennale della Compagnia e Scuola teatrale, durante il quale ha anche recitato e diretto lo sketch (scritto da lui) “La gelosia è una reazione difensiva” con l’attrice Benedetta Cafissi.
- 2023 “ROI, io non sono me” – diretto (con un cameo anche come attore) la prima assoluta di quest’opera scritta da Francesco Ercolani presso il Teatro Yves Montand di Monsummano Terme.

## Teatro Danza
- 2004 Recitato, interagendo con i ballerini di Axe Ballet di Pistoia, la riduzione dei testi di Gogol’ “La Prospettiva Nevskij”, “Il Naso”, “Il Cappotto”; durante “Cirque de la Danse” manifestazione estiva di fronte al Teatro Valli di Reggio Emilia e durante “Get Dancing” nel Teatro Manzoni di Pistoia
- 2005 Recitato, interagendo con le ballerine di Axe Ballet, la poesia di Gozzano “Cocotte” in uno spettacolo di beneficenza per ricordare la figura di Loris Gai; presso auditorium di Pistoia
- 2005 Voce Narrante per l’intero spettacolo di danza “Ramoso” al Teatro Manzoni di Pistoia con Axe Ballet; storia tratta dall’omonimo romanzo di Gaetano Mollo
- 2006 Voce narrante nello spettacolo “In Arte Danza” organizzato da AXE Ballet con altre sette scuole di danza all’Auditorium di Pistoia
- 2008 "Di quadro in quadro” – spettacolo di teatro e danza con Axe Ballet al Teatro Manzoni di Pistoia nella parte di Stazio (Purgatorio XXI) interagendo con le ballerine; inoltre doppio ruolo di attore e ballerino porteur nella rivisitazione coreografica del “Lago dei Cigni”
- 2008 “Sorella Sconfitta” – coreografia di Antonella Tronci di Axe Ballet al Teatro Verdi di Montecatini T.: danza-teatro nel ruolo del protagonista/autore Massimo Zamboni (ex dei CCCP)
- 2009 Voce Narrante durante la coreografia di Antonella Tronci di Axe Ballet su “Andrea Pazienza” al Teatro Manzoni di Pistoia
- 2013 “Riflessi di donne” narrazione durante coreografie di Sabrina Scatizzi dell’O.D.A. Officina delle Arti al Teatro Verdi di Montecatini Terme
- 2014 Luci nelle ombre” narrazione durante coreografie di Sabrina Scatizzi dell’O.D.A. Officina delle Arti al Teatro Verdi di Montecatini Terme
- 2015 “Amarcord” narrazione durante coreografie di Sabrina Scatizzi dell’O.D.A. Officina delle Arti al Teatro Verdi di Montecatini Terme
- 2016 “Libertatem” narrazione durante coreografie di Sabrina Scatizzi dell’O.D.A. Officina delle Arti al Teatro Verdi di Montecatini Terme
- 2017 “Circumnavigando” nel ruolo del Clown recitante durante coreografie di Sabrina Scatizzi dell’O.D.A. Officina delle Arti al Teatro Pacini di Pescia.
- 2021 “Artunda” narrazione sulle coreografie di Antonella Tronci di Axe Ballet presso lo spazio Artunda.
- 2022 “Venti” narrazione sulle coreografie di Antonella Tronci di Axe Ballet presso lo spazio Artunda.
- 2023 “Mediterrante” narrazione sulle coreografie di Antonella Tronci di Axe Ballet presso lo spazio Artunda.

## Stage prodotti
- 2003 – STAGE d’Improvvisazione Teatrale tenuto da Marino Filippo Arrigoni come preparazione all’imminente Torneo d’improvvisazione Città di Lucca;
- 2009 – Stage di Mimo-dinamica tenuto da Gabriele Bianchi (già allievo di Leqoc a Parigi);
- 2009 – STAGE “RI-CREAZIONE: i corpi, le voci, gli sguardi” su azione teatrale e dinamiche clown tenuto da Stefano Natali;
- 2011 – Stage di 2 giorni sul metodo STRASBERG tenuto da Fabricio Christian Amansi;
- 2013 – Stage Internazionale di 2 giorni “Antigone cerca casa” condotto da Cathy Marchand (del Living Theatre);
- 2013 – Stage di 2 giorni “Cecità” tenuto da Corrado Calda e ispirato all’omonimo romanzo di Josè Saramago
- 2015 - Stage teatrale di 2 giorni “Beat Generation” condotto da Cathy Marchand (del Living Theatre);

## Doppiaggio
- 2005 Corso di 5 giorni sul “Doppiaggio Cinematografico” intitolato “La voce nell’ombra” tenuto da Mario Maldesi

## Formazione
- 1994 Frequentato corso Teatrale tenuto da Marco Giorgetti (allievo di Orazio Costa; già Direttore del Teatro della Pergola; già Direttore dell’ETI Ente Teatrale Italiano) sul metodo mimico appunto di Orazio Costa
- 2001 Diplomatosi presso l’Accademia del Teatro della Limonaia di Sesto Fiorentino (scuola triennale di alta formazione attori “Laboratorio Nove”) sotto la Direzione di Barbara Nativi
- 2002 Corso di Pedagogia Teatrale presso Istituto d’Arte Drammatica di Lucca curato da Fabrizio Buccianti; partecipazione straordinaria di Marco Giorgetti (Dir.Gen. dell’E.T.I.; Dir. del Teatro della Pergola di Firenze; già allievo di O.Costa); Mimma Gallina della Civica Scuola di Teatro Paolo Grassi di Milano; Luigi Faccini regista; Gabriele Bianchi mimo della scuola di Leqoc a Parigi; Paola Della Porta per la dizione; Stefano Giannotti musicista compositore; Sabrina Piroli psicologa group trainer.
- 2004 Stage di una settimana con DARIO FO con il quale ha anche recitato un brano del suo repertorio e lezioni sulla comunicazione tenute da Jacopo Fo presso la Libera Università di Alcatraz a Gubbio.
- 2010	Partecipazione allo Stage di 2 giorni condotto dal regista Viviano Vannucci su “Studio del personaggio e possibili interpretazioni” come laboratorio di ricerca e perfezionamento attori.
- 2010 Laboratorio su tecniche d’improvvisazione per un contatto profondo con se stessi su essere/benessere/malessere tenuto dalla regista teatrale Cristina Pezzoli al Campus d’incontro nazionale sulla cittadinanza a Montecatini Terme
- 2010 Stage intensivo di due giorni sul metodo “Strasberg” tenuto dall’artista argentino Fabricio Christian Amansi già collaboratore di Massimo Verdastro, Debora Zuin, Andrea Jonasson, Franco Branciaroli, Valerio Binasco, Federico Tiezzi, Tim Stark, Alfonso Santagata
- 2010 Stage intensivo di due giorni con Cathy Marchand (attrice storica del Living Theatre) presso la Musical Academy di Terni imperniato sullo studio/sperimentazione per l’allestimento di “Antigone cerca casa”.

## Corsi tenuti come docente
- 1998 Tenuto Laboratorio Teatrale di 7 mesi per il Comune di Montecatini Terme nell’ambito dell’U.T.D. (Università del Tempo Disponibile)
- 1999 Tenuto corso teatrale “Il sipario a scuola” sull’espressività del corpo e l’uso della voce per le insegnanti di tutte le scuole facenti capo alla Direzione Didattica di Montecatini Terme
- 2002 anno in cui inizia a tenere CORSI DI RECITAZIONE, RICERCA, SPERIMENTAZIONE teatrale per adulti nella Scuola di Teatro “PROGETTO IDRA” di cui è fondatore, docente, regista, responsabile della formazione e Direttore artistico
- 2003 Condotto uno Stage sull’Improvvisazione Teatrale per gli allievi attori dell’Istituto d’Arte Drammatica di Lucca
- 2003 Condotto stage sulla ‘Creatività’ durante i corsi di formazione in Counselling per gli Operatori d’Aiuto e nella Gestalt presso l’Istituto Miriam Polster di Firenze
- 2004	Tenuto corso di recitazione di 7 mesi presso la Scuola di Danza AXE BALLET di Pistoia  finalizzata al miglioramento dell'espressività corporea e della mimica facciale dei ballerini.

## Mise en espace
- 1997 Lettura recitata del racconto vincitore “Schegge di Luna” durante il concorso letterario “Lasciateci in pace” di Massa e Cozzile (PT); testo di Sergio Piccolotto
- 2004 Lettura recitata e itinerante del diario del Pievano di San Quirico (PT) del 1944 adattata da Marino in forma teatrale per due voci: Eva Tonfoni e la sua; durante la commemorazione dell’eccidio nazista di S.Quirico del 19 agosto 1944
- 2004 Adattamento teatrale e Lettura della storia del campione brasiliano Manè Garrincha, per la giornata dello sport nella sala Consiliare del Comune di Pescia
- 2004 Lettura di poesie della poetessa Clelia Ciriminna con il violinista romeno Nicolae Tudor al Palagio di Pescia (PT) dove è avvenuta la presentazione del libro alla presenza dell’autrice
- 2006 Lettura recitata del racconto “Cuordipatata” di Fabrizio Silei durante la presentazione del libro omonimo a S. Maria a Monte
- 2006 Lettura, recitata a due voci con Rosita Rabatti, del racconto “La sordomuta di Cozzile” adattato da Cesare Bocci nell’ambito de “Il pozzo e la luna” organizzata a Cozzile dal Comune di Massa e Cozzile (PT)
- 2007 “The Divine Comedy Project” (libera versione in prosa moderna de La Divina Commedia) di Marino Alberto Balducci – Trilogia sperimentale – lettura recitata di 3 canti (Inf.V; Pur.XXI; Par.XI) nella Chiesa di Santa Margherita dei Cerchi (quella di Beatrice) a Firenze
- 2007 “Incontri con l’autore” – lettura recitata, insieme a Cristina Balducci, del libro “Inquiete” di Antonella Ferrera durante la presentazione del volume presso il Gambrinus di Montecatini Terme
- 2008 “Serata dantesca” insieme a UGO PAGLIAI e con Axe Ballet; col Maestro Marco Vincenzi al pianoforte in collaborazione col MAGGIO MUSICALE FIORENTINO – letture drammatizzate di 4 canti dell’Inferno, nella parte di Virgilio, presso le Terme Tettuccio di Montecatini Terme
- 2008 “Incontri con l’autore” – lettura, recitata a due voci con Silvia Prioreschi, del libro “Vivi tu per me” di Paolo Mosca durante la presentazione del volume presso il Caffè Cascina Igea di Montecatini Terme
- 2009 “Paradiso XI – Francesco e la Donna Nera” di Marino Alberto Balducci – lettura recitata insieme a Ilaria Tavanti presso la Sala Blu del Comune di Assisi – nel ruolo di San Tommaso
- 2010 “Il grande scoglio” – di Max Pinucci – lettura drammatizzata durante la coreografia omonima di Axe Ballet al Teatro Moderno di Agliana e replica all’Ospedale Meyer di Firenze
- 2010 “Dante” a Fibbialla Valleriana (PT) - Inferno V Paolo e Francesca, Purgatorio V Pia de’ Tolomei, Paradiso XI San Francesco e la sua amante - lettura accompagnata dal baritono Alessio Di Bene e la pianista Lavinia Cioli al salterio
- 2010 “Con le spalle al muro” lettura accompagnata dal coro D’Altrocanto - testo di Fabrizio Pagni sull’eccidio del Padule di Fucecchio presso Museo San Michele di Massa (PT)
- 2010 “Mkinda” voce recitante nel balletto omonimo di Axe Ballet con lettura dell’omonima fiaba di Max Pinucci  (Dir.Artistico di Fiabesque, Docente presso ISIA, Owner & Founder di MBVision) al Teatro Manzoni di Pistoia
- 2010 “Le jeu de Robin et Marion”, nel ruolo di Robin, lettura drammatizzata alle Scuderie di Palazzo Mediceo a Seravezza e replica nella Sala dei Granai di Altopascio con Concentus Lucensis e Ensemble Cantilena Antiqua diretti dal Maestro Stefano Albarello sulla favola musicale medievale del XIII secolo di Adam de la Halle
- 2011 “Tango d’inverno” – di Max Pinucci - lettura durante la coreografia omonima di Axe Ballet al Teatro Manzoni di Pistoia
- 2011 “Con le spalle al muro” lettura accompagnata dal coro D’Altrocanto - testo di Fabrizio Pagni sull’eccidio del Padule di Fucecchio presso Museo della Deportazione di Figline di Prato
- 2019 “Vangile e i vangilesi” di Gino Tonfoni – adattamento teatrale e lettura recitata di storie e aneddoti dei personaggi vissuti a Vangile; presso il Circolo Arci di Vangile
- 2022 “Io sono l’indiano” di Antonio Fusco (scrittore e Vice Questore di PT) – lettura a due voci con Silvia Prioreschi durante le presentazioni del libro avvenute presso la Villa Bardini (Firenze), alle Terme Tettuccio (Montecatini T.), al Villone Puccini (Pistoia)
- 2022 “Le collane di Puscan” di Dana Maria Stifren – lettura per la presentazione del libro presso il Caffè Letterario Le Murate di Firenze
- 2023 “Il futuro della legalità siamo noi” - letture durante l’incontro con le scuole superiori contro la mafia al Teatro Manzoni di Pistoia con brani scritti da Antonio Fusco (scrittore e Vice Questore di PT) e alla presenza del Magistrato Giancarlo Caselli, Edoardo Marzocchi Ufficiale della DIA, il Prof. Enzo Ciconte, Luciano Traina già agente della Polizia di Stato e fratello di Claudio Traina agente della scorta di Paolo Borsellino morto nella strage di Via D’Amelio.